# Leichtathletik-Weltmeisterschaften 2017/200 m der Frauen

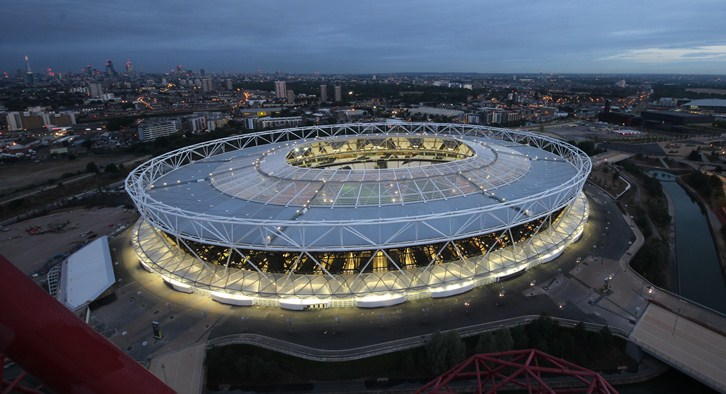
Das Olympiastadion London im Jahr 2017

Der 200-Meter-Lauf der Frauen wurde bei den Leichtathletik-Weltmeisterschaften 2017 wurde vom 8. bis 11. August 2017 im Olympiastadion der britischen Hauptstadt London ausgetragen.
Weltmeisterin wurde die niederländische Titelverteidigerin, Olympiazweite von 2016 und Europameisterin von 2014 Dafne Schippers. Sie war außerdem über 100 Meter Vizeweltmeisterin von 2015 und zweifache Europameisterin (2014/2016). Mit der 4-mal-100-Meter-Staffel ihres Landes hatte sie bei den Europameisterschaften 2016 Gold und 2012 Silber gewonnen. Hier in London war sie fünf Tage zuvor Dritte über 100 Meter geworden.

Wie fünf Tage zuvor über 100 Meter ging Silber an die Afrikameisterin von 2016, Vizeafrikameisterin von 2014 und Dritte der Afrikameisterschaften von 2012 Marie-Josée Ta Lou, Elfenbeinküste. Darüber hinaus hatte sie über 100 Meter bei den Afrikameisterschaften 2014 und 2016 jeweils Bronze gewonnen. Auch mit der Sprintstaffel ihres Landes hatte es Medaillen bei den Afrikameisterschaften für sie gegeben: 2014 Silber und 2012 sowie 2016 jeweils Bronze.

Rang drei belegte Shaunae Miller-Uibo aus Bahamas. Sie war über 400 Meter die aktuelle Olympiasiegerin und Vizeweltmeisterin von 2015.

## Rekorde

### Bestehende Rekorde
| Weltrekord               | Florence Griffith-Joyner | 21,34 s | OS in Seoul  | 29. September 1988 |
| Weltmeisterschaftsrekord | Dafne Schippers          | 21,63 s | WM in Peking | 28. August 2015    |

Der bestehende WM-Rekord wurde bei diesen Weltmeisterschaften nicht eingestellt und nicht verbessert.

### Rekordverbesserung
Es wurde ein Landesrekord aufgestellt:

22,08 s – Marie-Josée Ta Lou (Elfenbeinküste), Finale am 11. August bei einem Rückenwind von 0,8 m/s

## Vorläufe
Aus den sieben Vorläufen qualifizierten sich die jeweils drei Ersten jedes Laufes – hellblau unterlegt – und zusätzlich die drei Zeitschnellsten – hellgrün unterlegt – für das Halbfinale.

### Lauf 1

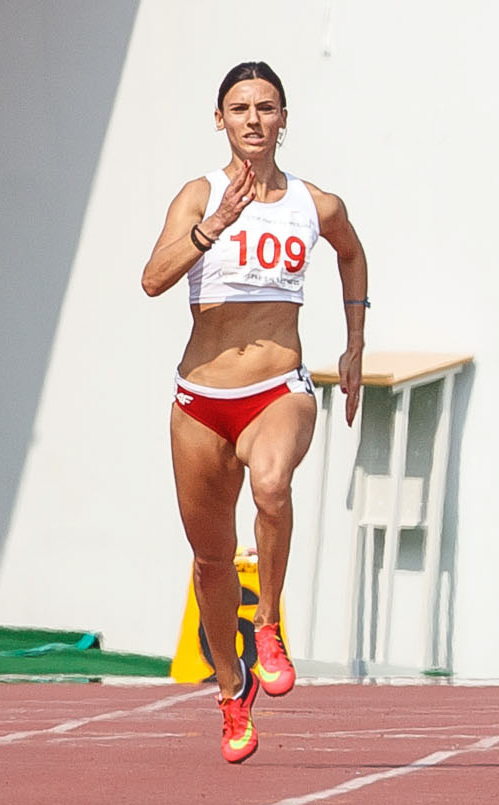
Anna Kiełbasińska – ausgeschieden als Sechste in 23,48 s

8. August 2017, 19:30 Uhr Ortszeit (20:30 Uhr MESZ)

Wind: +0,5 m/s
| Platz | Bahn | Name              | Land           | Zeit (s) |
| ----- | ---- | ----------------- | -------------- | -------- |
| 1     | 6    | Dafne Schippers   | Niederlande    | 22,64    |
| 2     | 7    | Tynia Gaither     | Bahamas        | 22,98    |
| 3     | 4    | Maria Belimbasaki | Griechenland   | 23,16    |
| 4     | 2    | Bianca Williams   | Großbritannien | 23,30    |
| 5     | 8    | Jodean Williams   | Jamaika        | 23,38    |
| 6     | 3    | Anna Kiełbasińska | Polen          | 23,48    |
| 7     | 5    | Riley Day         | Australien     | 23,77    |

### Lauf 2

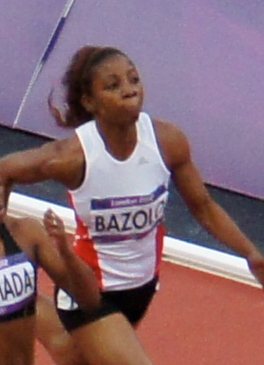
Lorène Bazolo – ausgeschieden als Sechste in 23,85 s

8. August 2017, 19:38 Uhr Ortszeit (20:38 Uhr MESZ)

Wind: −0,6 m/s
| Platz | Bahn | Name                  | Land       | Zeit (s) |
| ----- | ---- | --------------------- | ---------- | -------- |
| 1     | 8    | Kimberlyn Duncan      | USA        | 22,74    |
| 2     | 5    | Mujinga Kambundji     | Schweiz    | 22,86    |
| 3     | 4    | Vitória Cristina Rosa | Brasilien  | 23,26    |
| 4     | 3    | Justine Palframan     | Südafrika  | 23,35    |
| 5     | 6    | Wiktorija Sjabkina    | Kasachstan | 23,66    |
| 6     | 7    | Lorène Bazolo         | Portugal   | 23,85    |
| 7     | 2    | Ulfa Silpiana         | Indonesien | 25,23    |

### Lauf 3
8. August 2017, 19:46 Uhr Ortszeit (20:46 Uhr MESZ)

Wind: +0,1 m/s
| Platz | Bahn | Name               | Land                    | Zeit (s) |
| ----- | ---- | ------------------ | ----------------------- | -------- |
| 1     | 6    | Deajah Stevens     | USA                     | 22,90    |
| 2     | 8    | Iwet Lalowa-Collio | Bulgarien               | 23,08    |
| 3     | 2    | Sashalee Forbes    | Jamaika                 | 23,26    |
| 4     | 7    | Shannon Hylton     | Großbritannien          | 23,39    |
| 5     | 5    | Estela García      | Spanien                 | 23,78    |
| 6     | 4    | Mariely Sánchez    | Dominikanische Republik | 23,89    |
| 7     | 3    | Ella Nelson        | Australien              | 24,02    |

### Lauf 4
8. August 2017, 19:54 Uhr Ortszeit (20:54 Uhr MESZ)

Wind: −0,1 m/s
| Platz | Bahn | Name                | Land                | Zeit (s) |
| ----- | ---- | ------------------- | ------------------- | -------- |
| 1     | 5    | Shaunae Miller-Uibo | Bahamas             | 22,69    |
| 2     | 7    | Simone Facey        | Jamaika             | 22,98    |
| 3     | 2    | Edidiong Odiong     | Bahrain             | 23,24    |
| 4     | 8    | Jana Katschur       | Ukraine             | 23,47    |
| 5     | 4    | Sada Williams       | Barbados            | 23,55    |
| 6     | 3    | Kayelle Clarke      | Trinidad und Tobago | 23,75    |
| 7     | 6    | Toea Wisil          | Papua-Neuguinea     | 23,93    |

Im vierten Vorlauf ausgeschiedene Sprinterinnen:

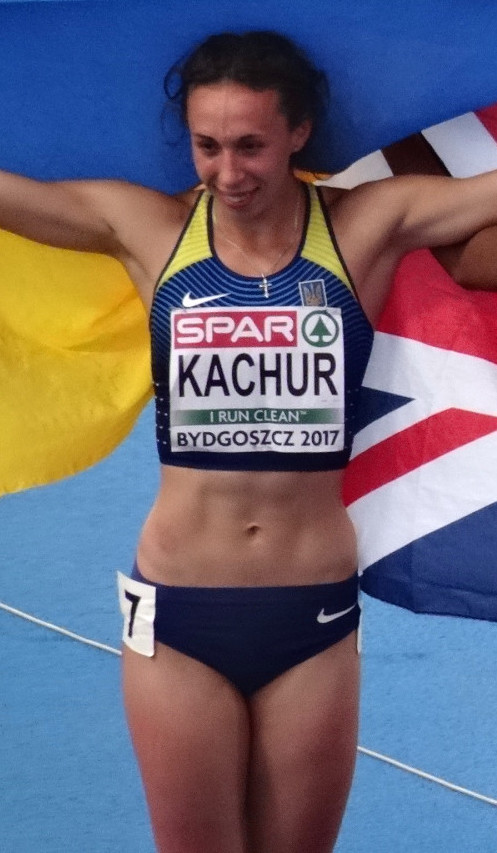
Jana Katschur Rang vier in 23,47 s
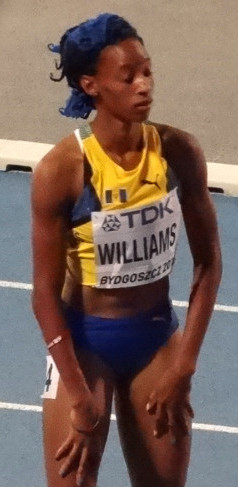
Sada Williams Rang fünf in 23,55 s
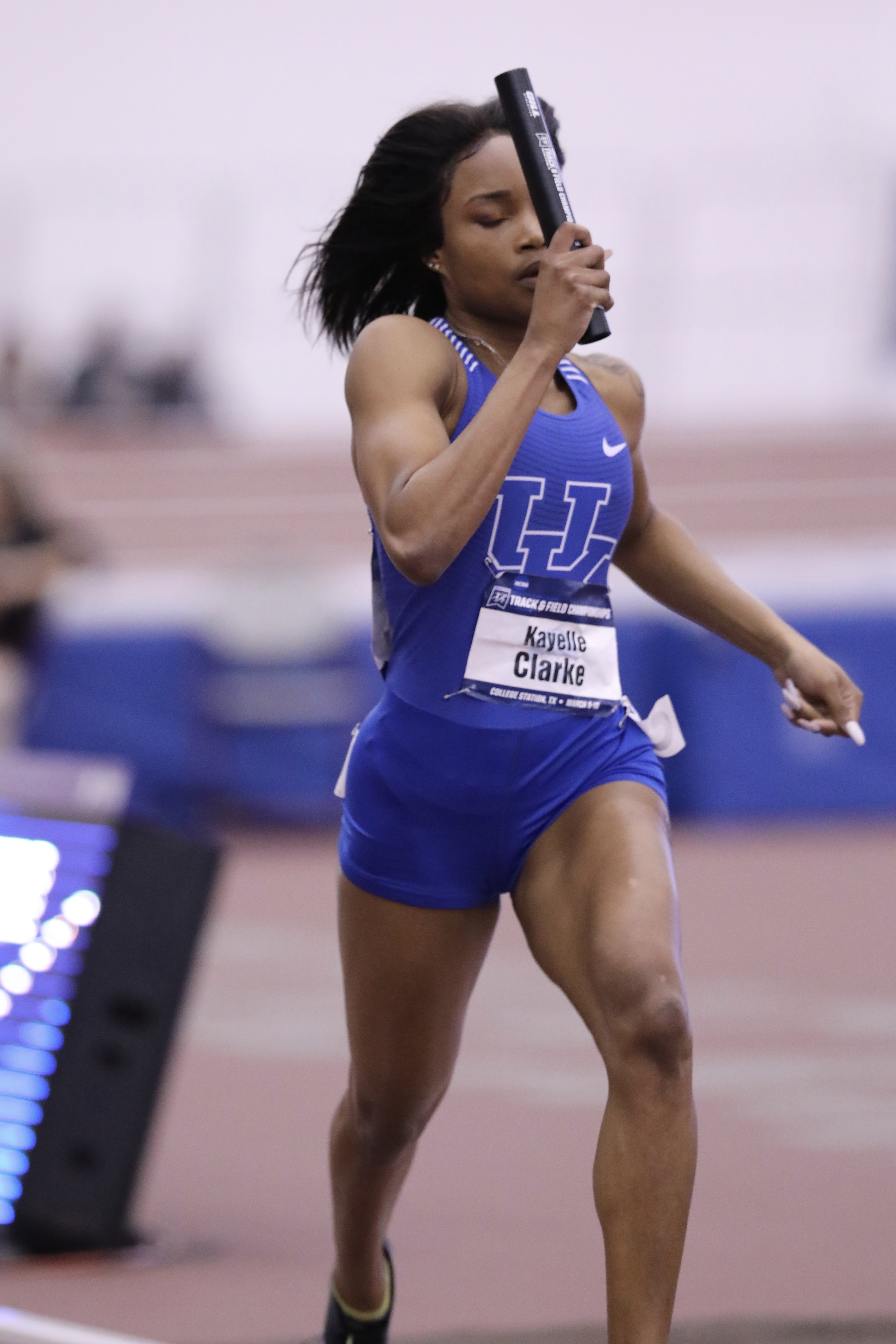
Kayelle Clarke Rang sechs in 23,75 s
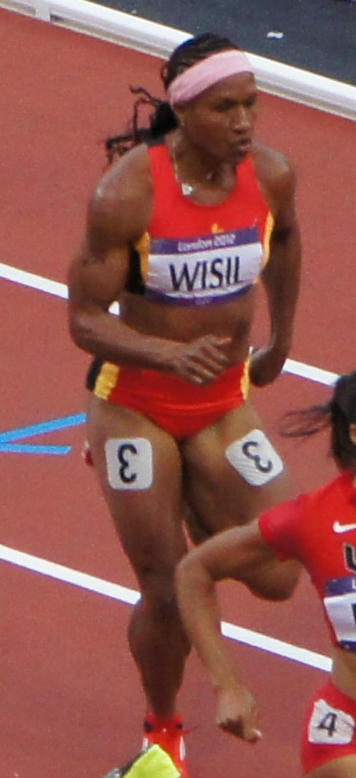
Toea Wisil Rang sieben in 23,93 s

### Lauf 5

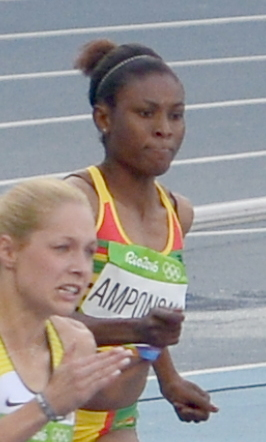
Janet Amponsah – ausgeschieden als Vierte in 23,77 s

8. August 2017, 20:02 Uhr Ortszeit (21:02 Uhr MESZ)

Wind: −0,4 m/s
| Platz | Bahn | Name              | Land                | Zeit (s) |
| ----- | ---- | ----------------- | ------------------- | -------- |
| 1     | 2    | Dina Asher-Smith  | Großbritannien      | 22,73 SB |
| 2     | 7    | Crystal Emmanuel  | Kanada              | 22,87    |
| 3     | 8    | Estelle Raffai    | Frankreich          | 23,72    |
| 4     | 3    | Janet Amponsah    | Ghana               | 23,77    |
| 5     | 4    | Nediam Vargas     | Venezuela           | 24,35    |
| 6     | 6    | Regine Tugade     | Guam                | 26,22    |
| DNS   | 5    | Michelle-Lee Ahye | Trinidad und Tobago |          |

### Lauf 6

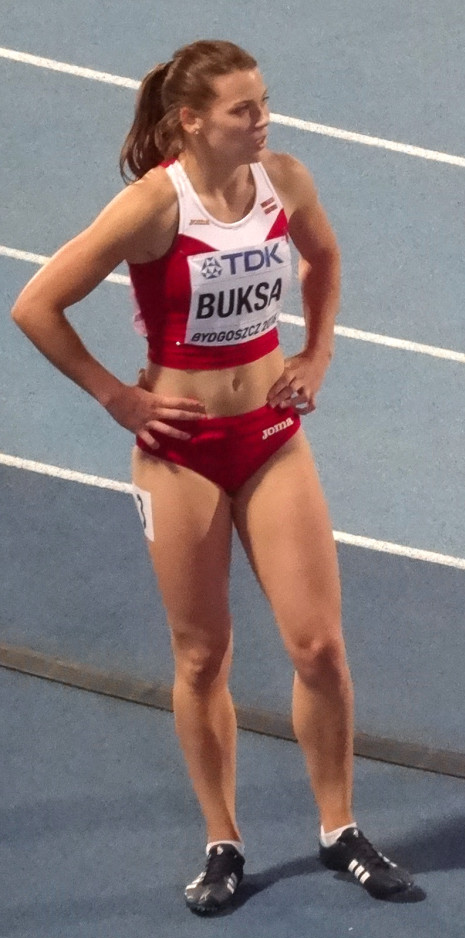
Sindija Bukša – ausgeschieden als Vierte in 23,54 s
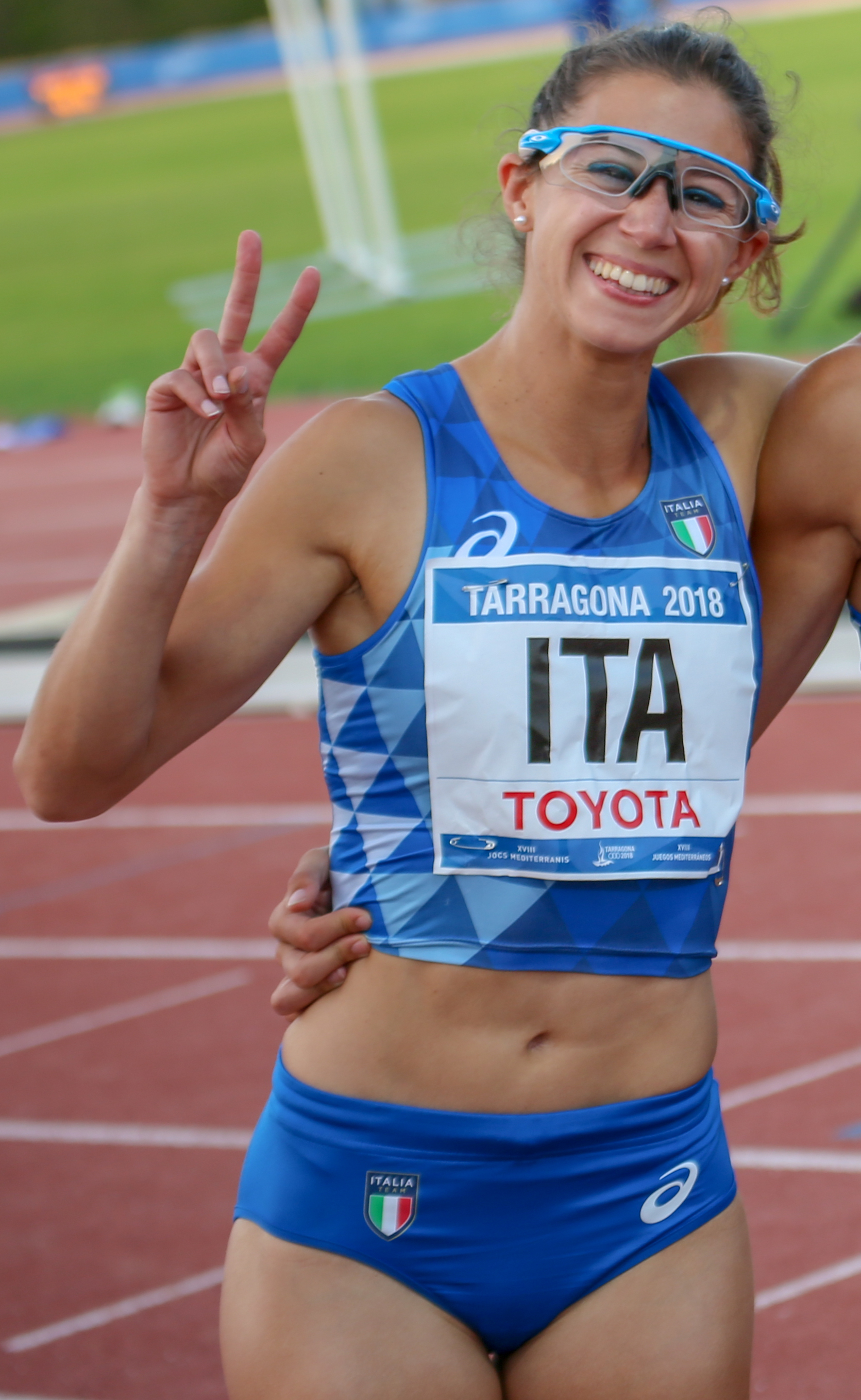
Irene Siragusa – ausgeschieden als Fünfte in 23,89 s

8. August 2017, 20:10 Uhr Ortszeit (21:10 Uhr MESZ)

Wind: +0,1 m/s
| Platz | Bahn | Name                | Land           | Zeit (s) |
| ----- | ---- | ------------------- | -------------- | -------- |
| 1     | 4    | Marie-Josée Ta Lou  | Elfenbeinküste | 22,70    |
| 2     | 6    | Sarah Atcho         | Schweiz        | 23,09    |
| 3     | 8    | Anthonique Strachan | Bahamas        | 23,23    |
| 4     | 3    | Sindija Bukša       | Lettland       | 23,54    |
| 5     | 5    | Irene Siragusa      | Italien        | 23,73    |
| 6     | 2    | Isidora Jiménez     | Chile          | 23,89    |
| DNS   | 7    | Laura Müller        | Deutschland    |          |

### Lauf 7
8. August 2017, 20:18 Uhr Ortszeit (21:18 Uhr MESZ)

Wind: +0,5 m/s
| Platz | Bahn | Name              | Land                | Offizielle Zeit (s) | Tausendstelsek. (inoffiziell) |
| ----- | ---- | ----------------- | ------------------- | ------------------- | ----------------------------- |
| 1     | 7    | Rebekka Haase     | Deutschland         | 22,99               |                               |
| 2     | 5    | Rosângela Santos  | Brasilien           | 23,34               |                               |
| 3     | 2    | Semoy Hackett     | Trinidad und Tobago | 23,50               |                               |
| 4     | 4    | Cornelia Halbheer | Schweiz             | 23,51               | 23,505                        |
| 5     | 8    | Gloria Hooper     | Italien             | 23,51               | 23,507                        |
| 6     | 3    | Gina Bass         | Gambia              | 23,56               |                               |
| DNS   | 6    | Tori Bowie        | USA                 |                     |                               |

Im ten siebten Vorlauf ausgeschiedene Sprinterinnen:

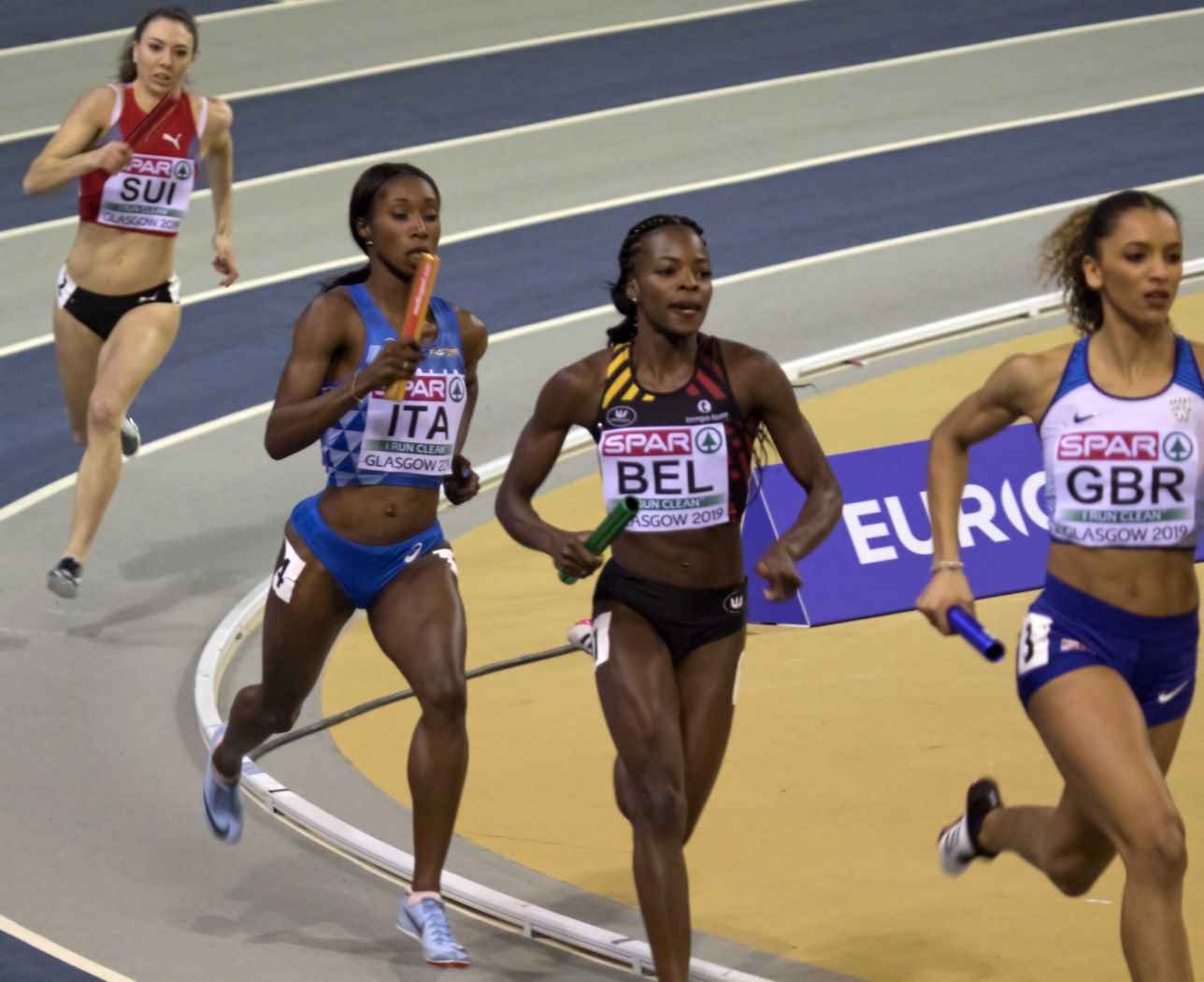
Cornelia Halbheer (ganz links) Rang vier in 23,51 s
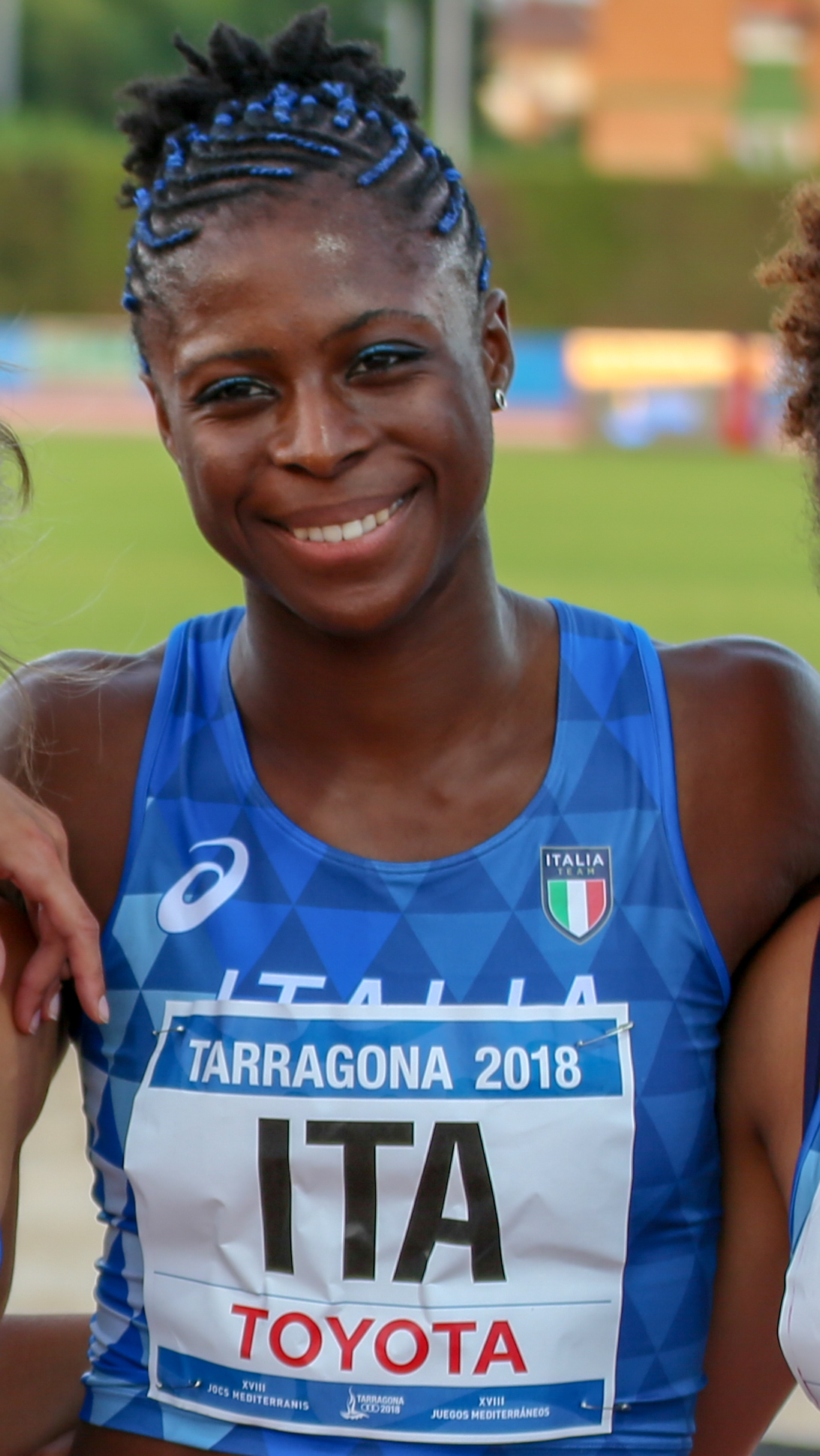
Gloria Hooper Rang fünf in 23,51 s
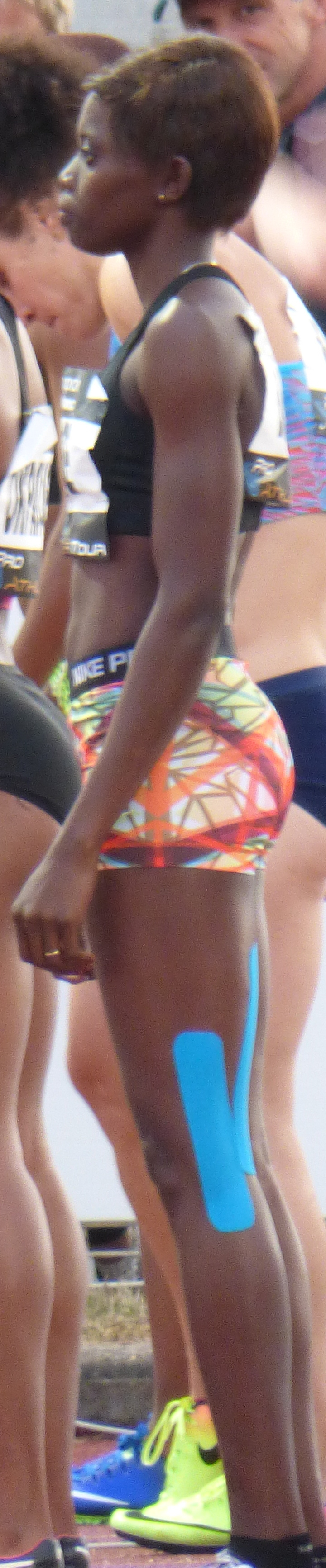
Gina Bass Rang sechs in 23,56 s

## Halbfinale
Aus den drei Halbfinalläufen qualifizierten sich die jeweils beiden Ersten jedes Laufes – hellblau unterlegt – und zusätzlich die beiden Zeitschnellsten – hellgrün unterlegt – für das Finale.

### Lauf 1
10. August 2017, 21:05 Uhr Ortszeit (22:05 Uhr MESZ)

Wind: −0,2 m/s
| Platz | Bahn | Name                | Land        | Offizielle Zeit (s) | Tausendstelsek. (inoffiziell) |
| ----- | ---- | ------------------- | ----------- | ------------------- | ----------------------------- |
| 1     | 5    | Dafne Schippers     | Niederlande | 22,49               | 22,484                        |
| 2     | 6    | Deajah Stevens      | USA         | 22,71               |                               |
| 3     | 7    | Iwet Lalowa-Collio  | Bulgarien   | 22,96               |                               |
| 4     | 4    | Rebekka Haase       | Deutschland | 23,03               |                               |
| 5     | 3    | Sashalee Forbes     | Jamaika     | 23,09               |                               |
| 6     | 8    | Sarah Atcho         | Schweiz     | 23,12               |                               |
| 7     | 2    | Justine Palframan   | Südafrika   | 23,21               |                               |
| 8     | 9    | Anthonique Strachan | Bahamas     | 23,21               |                               |

Im ten ersten Halbfinale ausgeschiedene Sprinterinnen:

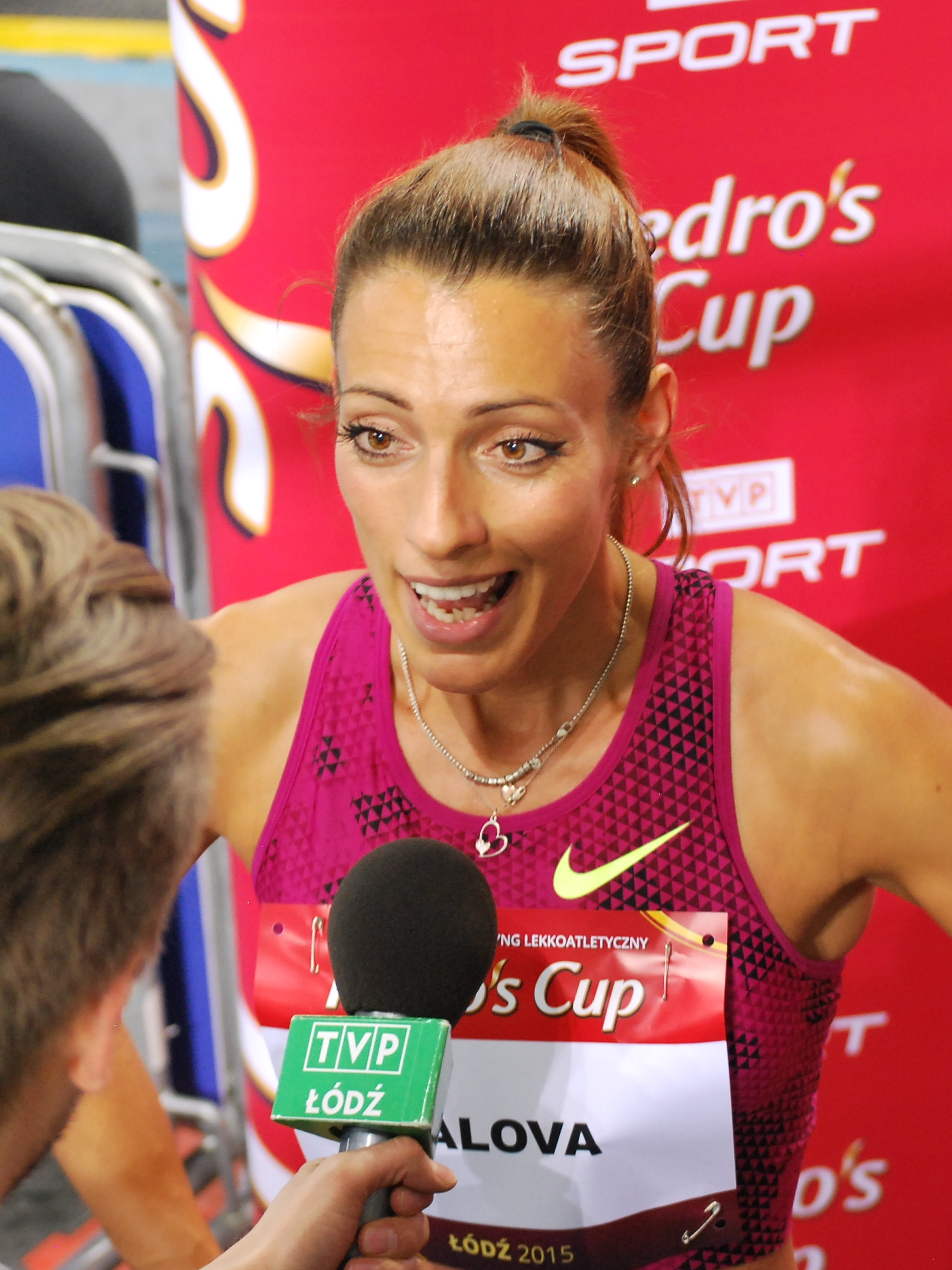
Iwet Lalowa-Collio Rang drei in 22,96 s
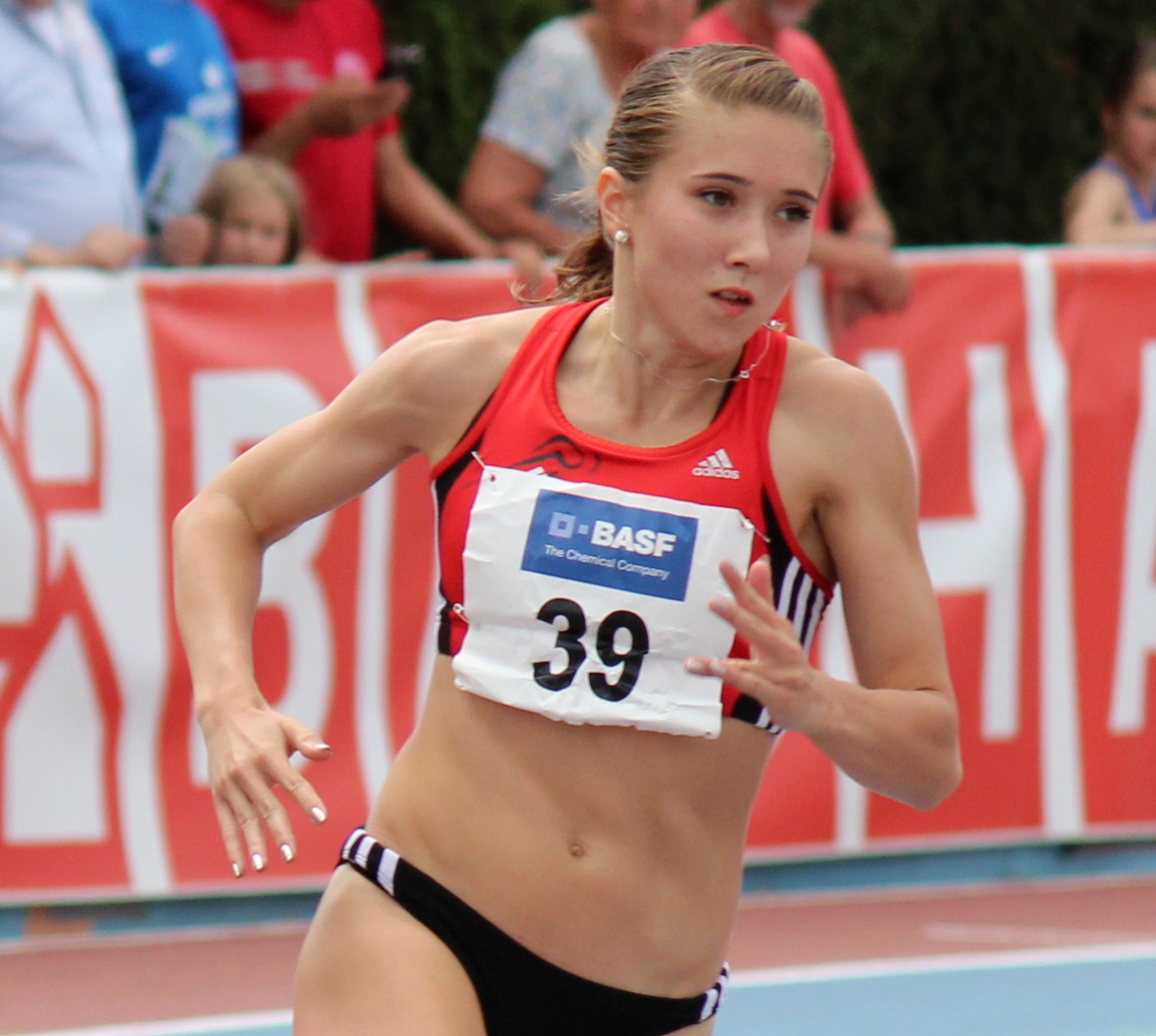
Rebekka Haase Rang vier in 23,03 s
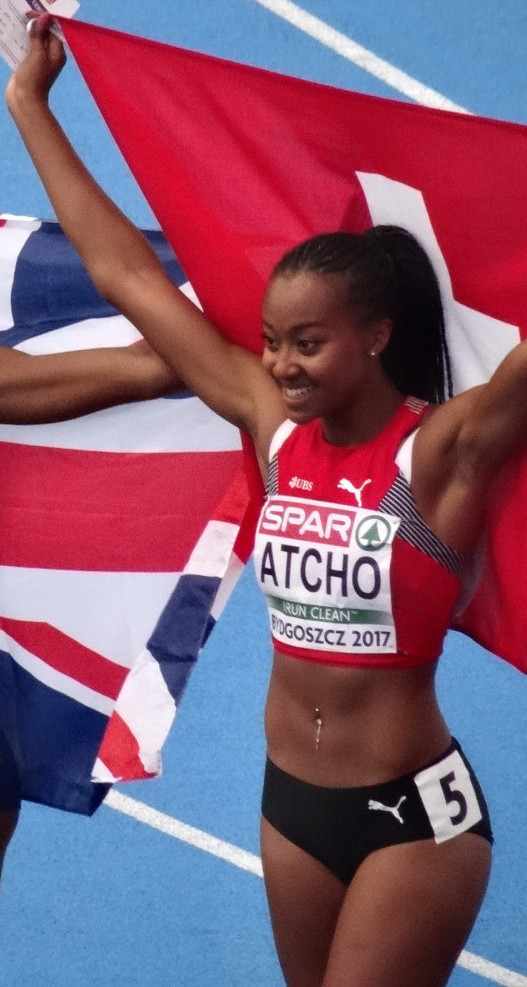
Sarah Atcho Rang fünf in 23,12 s
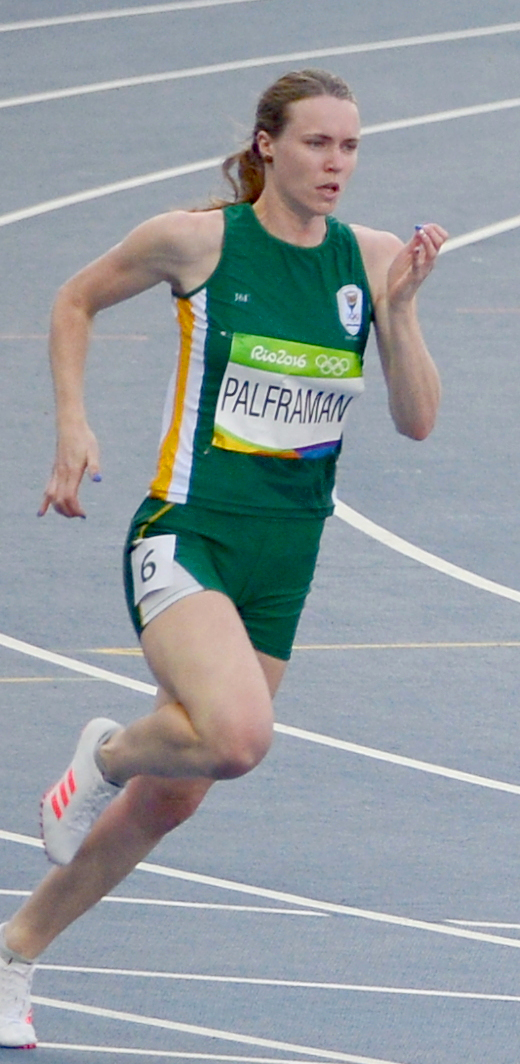
Justine Palframan Rang sieben in 23,21 s

### Lauf 2

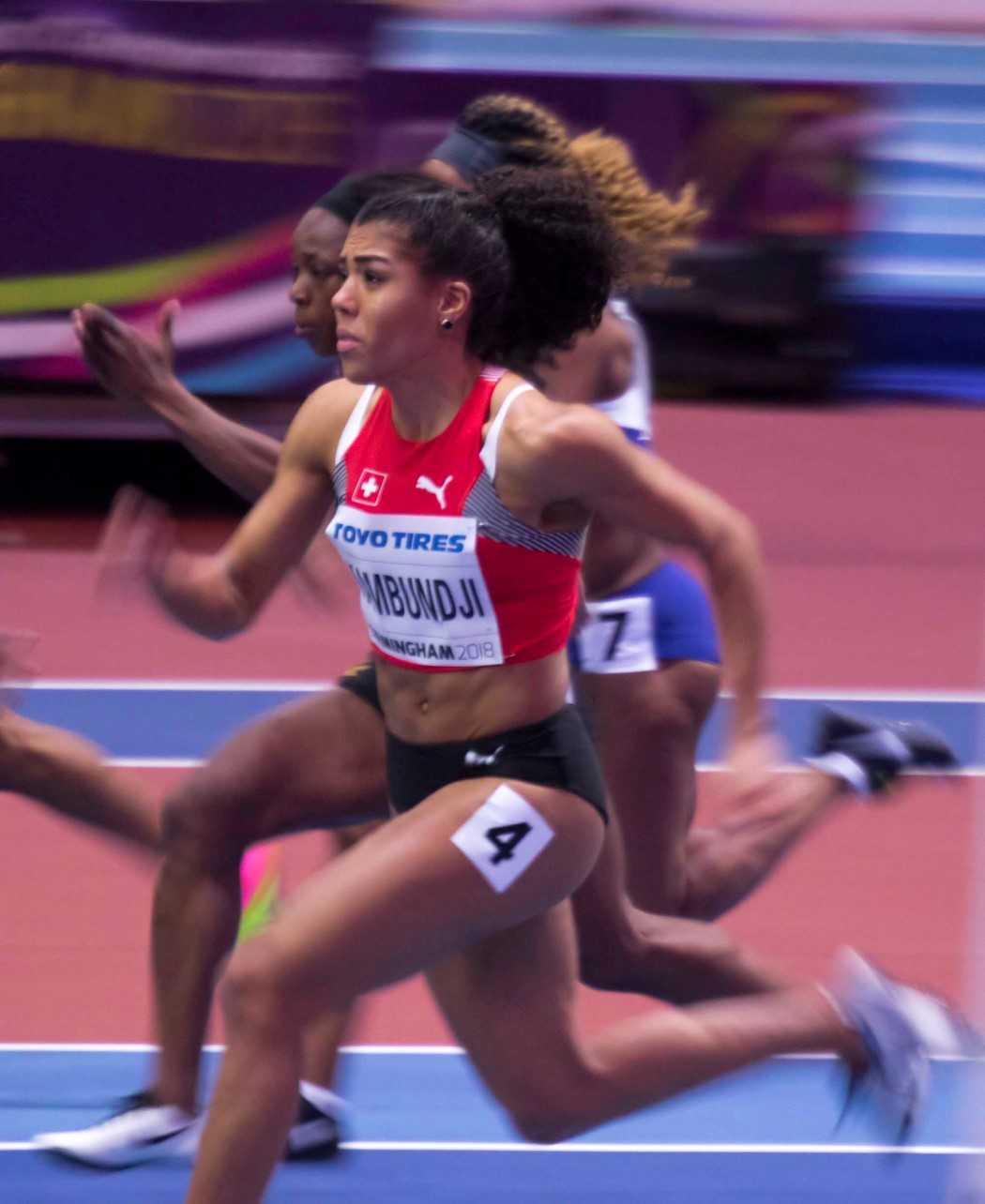
Mujinga Kambundji – ausgeschieden als Dritte in 23,00 s

10. August 2017, 21:14 Uhr Ortszeit (22:14 Uhr MESZ)

Wind: −0,2 m/s
| Platz | Bahn | Name                | Land                | Offizielle Zeit (s)         | Tausendstelsek. (inoffiziell) |
| ----- | ---- | ------------------- | ------------------- | --------------------------- | ----------------------------- |
| 1     | 7    | Shaunae Miller-Uibo | Bahamas             | 22,49                       | 22,490                        |
| 2     | 4    | Kimberlyn Duncan    | USA                 | 22,73                       |                               |
| 3     | 5    | Mujinga Kambundji   | Schweiz             | 23,00                       |                               |
| 4     | 6    | Simone Facey        | Jamaika             | 23,01                       |                               |
| 5     | 8    | Edidiong Odiong     | Bahrain             | 23,24                       |                               |
| 6     | 3    | Bianca Williams     | Großbritannien      | 23,40                       |                               |
| 7     | 2    | Semoy Hackett       | Trinidad und Tobago | 23,54                       |                               |
| DSQ   | 9    | Rosângela Santos    | Brasilien           | IAAF Rule 162.7 – Fehlstart | IAAF Rule 162.7 – Fehlstart   |

Im zweiten Halbfinale ausgeschiedene Sprinterinnen:

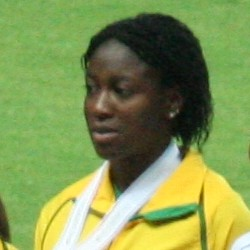
Simone Facey Rang vier in 23,01 s
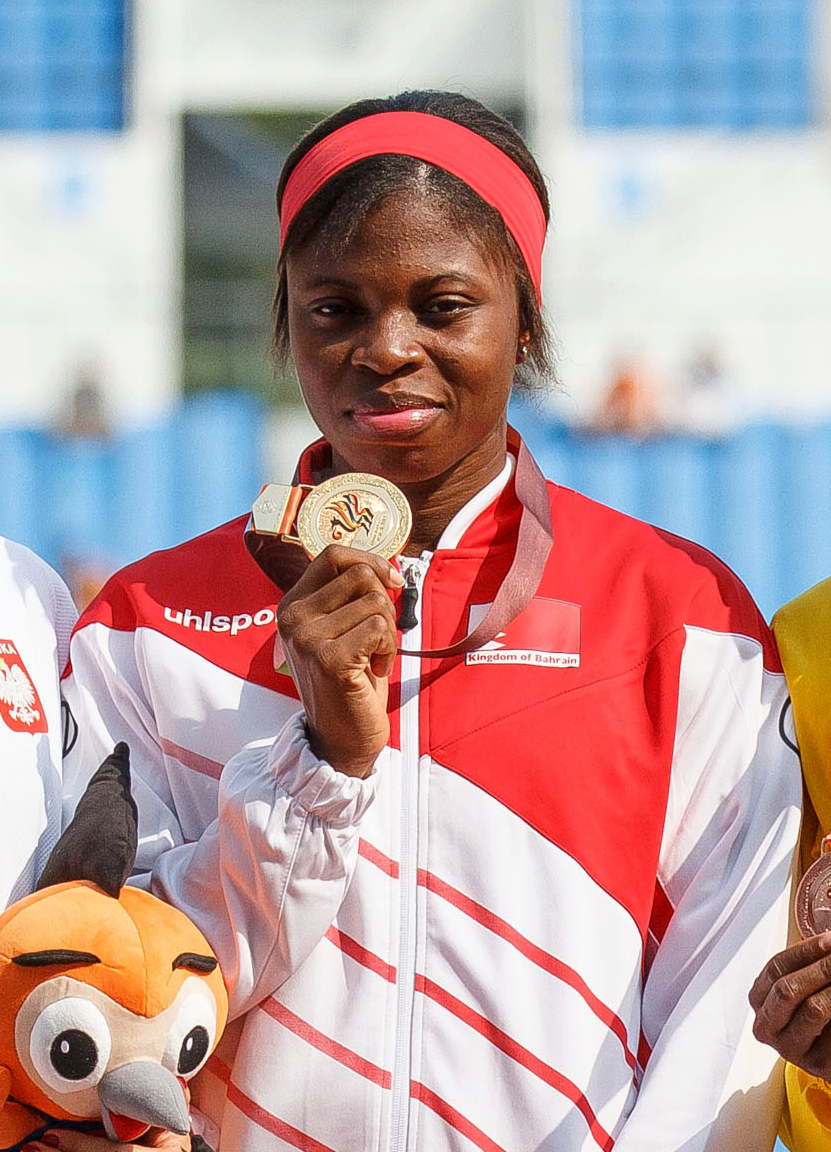
Edidiong Odiong Rang fünf in 23,24 s
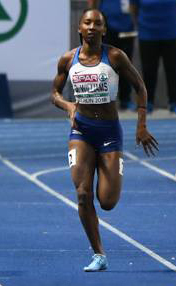
Bianca Williams Rang sechs in 23,40 s
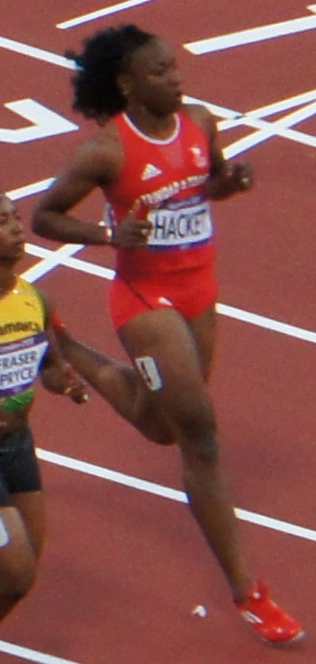
Semoy Hackett Rang sieben in 23,54 s
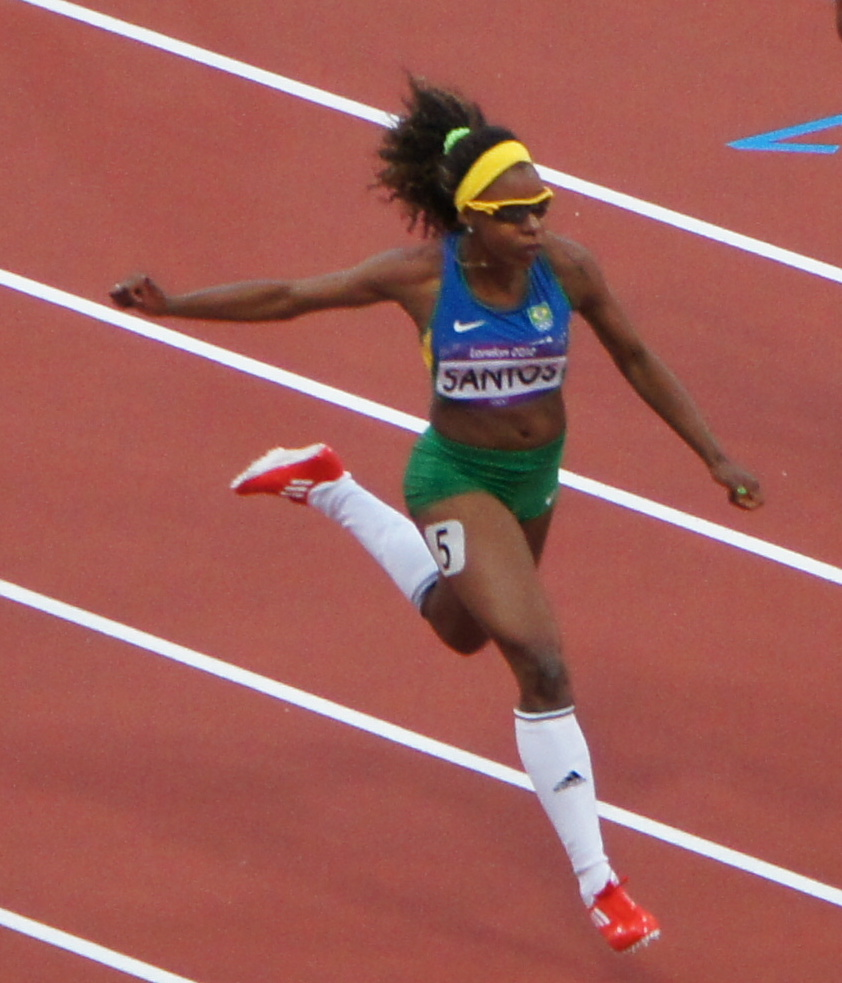
Rosângela Santos – disqualifiziert wegen Fehlstarts

### Lauf 3

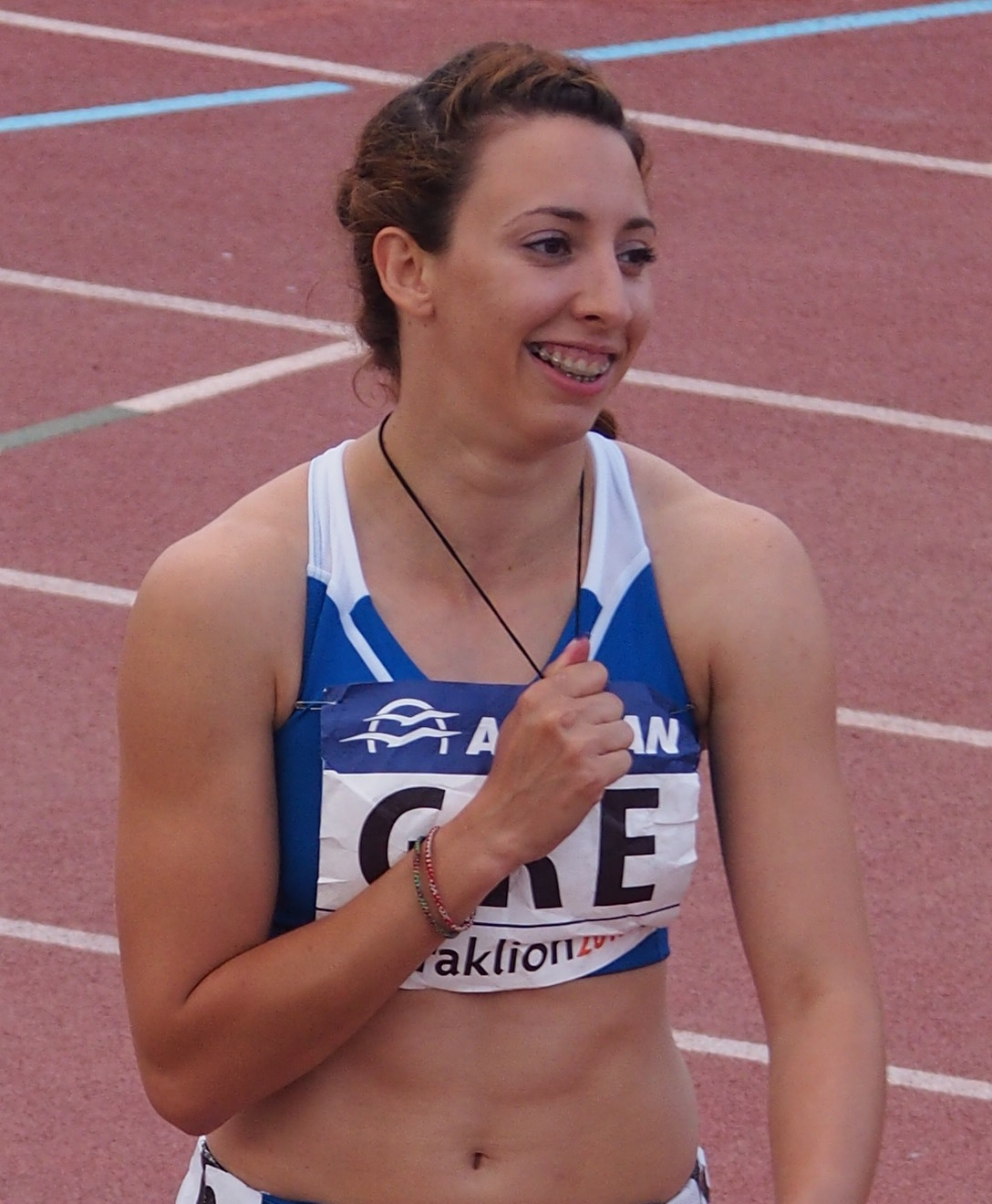
Maria Belimbasaki – ausgeschieden als Fünfte in 23,21 s
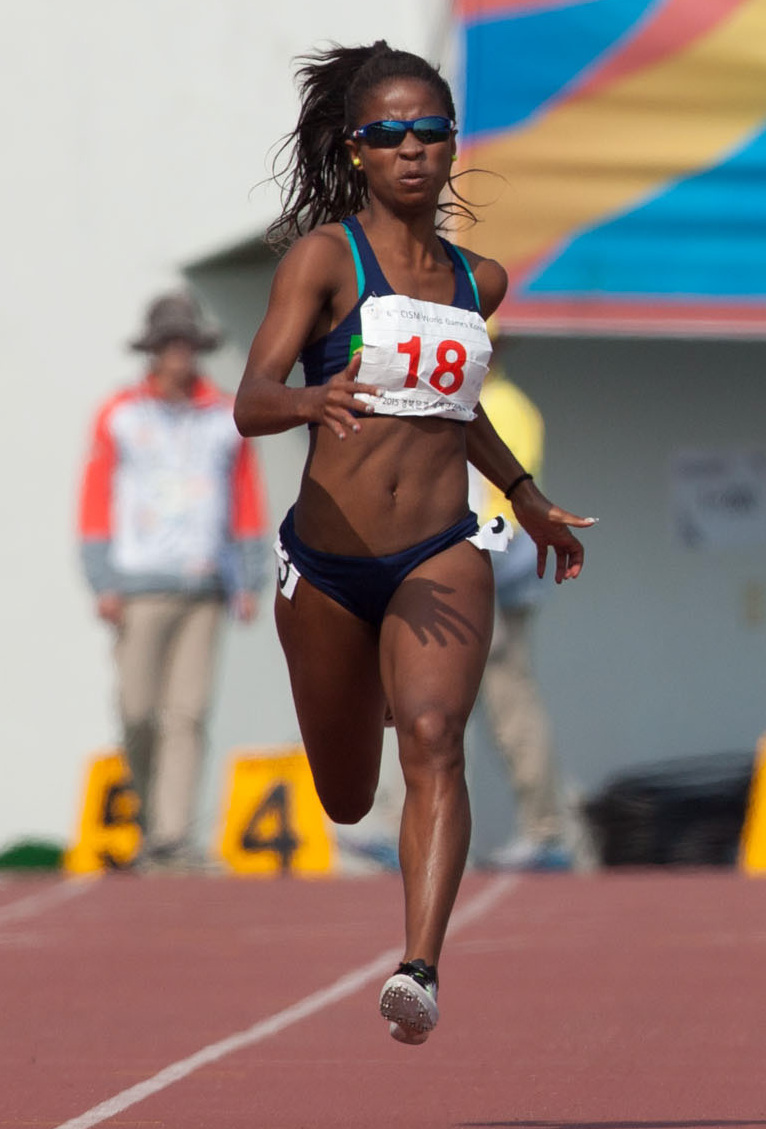
Vitória Cristina Rosa – ausgeschieden als Sechste in 23,31 s
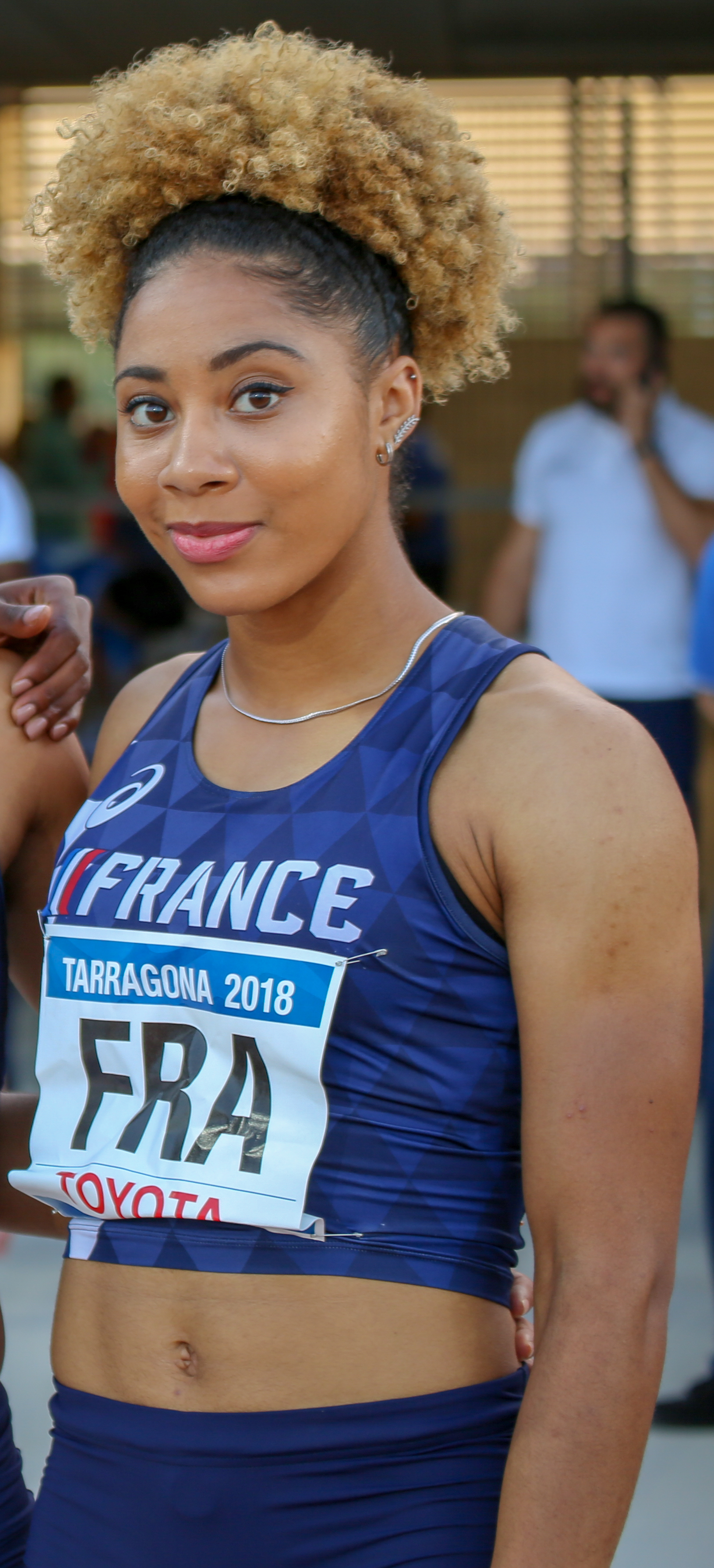
Estelle Raffai – ausgeschieden als Achte in 23,45 s

10. August 2017, 21:23 Uhr Ortszeit (22:23 Uhr MESZ)

Wind: −0,2 m/s
| Platz | Bahn | Name                  | Land           | Zeit (s) |
| ----- | ---- | --------------------- | -------------- | -------- |
| 1     | 5    | Marie-Josée Ta Lou    | Elfenbeinküste | 22,50    |
| 2     | 4    | Dina Asher-Smith      | Großbritannien | 22,73 SB |
| 3     | 6    | Crystal Emmanuel      | Kanada         | 22,85    |
| 4     | 7    | Tynia Gaither         | Bahamas        | 22,85    |
| 5     | 8    | Maria Belimbasaki     | Griechenland   | 23,21    |
| 6     | 9    | Vitória Cristina Rosa | Brasilien      | 23,31    |
| 7     | 2    | Jodean Williams       | Jamaika        | 23,32    |
| 8     | 3    | Estelle Raffai        | Frankreich     | 23,45    |

## Finale
11. August 2017, 21:50 Uhr Ortszeit (22:50 Uhr MESZ)

Wind: +0,8 m/s
In den Halbfinals hatten sich besonders drei Läuferinnen in die Favoritinnenrolle gebracht: die Niederländerin Dafne Schippers – unter anderem Weltmeisterin von 2015 und Olympiazweite von 2016, Shaunae Miller-Uibo aus Bahamas und Marie Josee Ta Lou von der Elfenbeinküste – über 100 Meter hier in London bereits Silbermedaillengewinnerin. Die jamaikanische Olympiasiegerin Elaine Thompson war bei diesen Weltmeisterschaften nur über 100 Meter am Start.

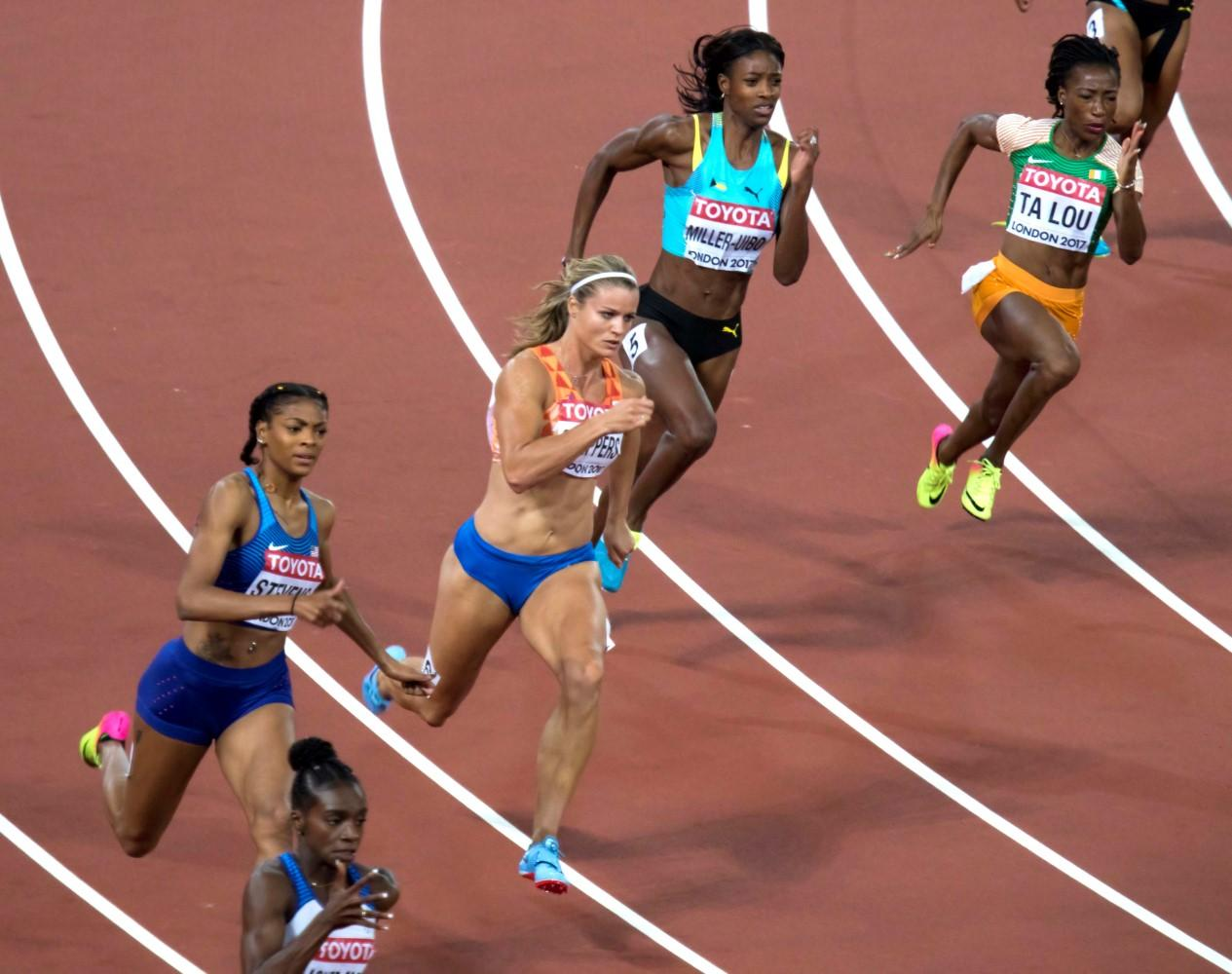
Die Läuferinnen des
200-Meter-Finales in der Startkurve

Wie schon auf der kürzeren Sprintstrecke war Ta Lou auf den ersten fünfzig Metern am schnellsten. Auf dem nächsten Teilabschnitt legte Schippers zu und kam als Führende auf die Zielgerade. Ta Lou lag knapp hinter ihr auf dem zweiten Platz vor der Britin Dina Asher-Smith. Doch Ta Lou gab sich nicht geschlagen und kämpfte sich wieder an der Niederländerin vorbei. Entschieden wurde das Rennen erst auf den letzten Metern. Dafne Schippers hatte das größte Stehvermögen und gewann diesen 200-Meter-Lauf. Nur drei Hundertstelsekunden hinter ihr belegte Marie-Josée Ta Lou den Silberplatz. Schnellste Läuferin auf den letzten fünfzig Metern war Shaunae Miller-Uibo, die sich noch die Bronzemedaille sicherte. Ihr Rückstand auf Ta Lou war ebenfalls knapp und betrug nur sieben Hundertstelsekunden. Dina Asher-Smith wurde Vierte, ihr fehlte nicht einmal eine Zehntelsekunde zu Bronze. Hinter ihr folgten die beiden US-Amerikanerinnen Deajah Stevens und Kimberlyn Duncan auf den Rängen fünf und sechs. Die Kanadierin Crystal Emmanuel belegte Platz sieben vor Tynia Gaither aus Bahamas.
| Platz | Bahn | Athletin            | Land           | Zeit (s) |
| ----- | ---- | ------------------- | -------------- | -------- |
|       | 6    | Dafne Schippers     | Niederlande    | 22,05 SB |
|       | 4    | Marie-Josée Ta Lou  | Elfenbeinküste | 22,08 NR |
|       | 5    | Shaunae Miller-Uibo | Bahamas        | 22,15    |
| 4     | 8    | Dina Asher-Smith    | Großbritannien | 22,22 SB |
| 5     | 7    | Deajah Stevens      | USA            | 22,44    |
| 6     | 9    | Kimberlyn Duncan    | USA            | 22,59    |
| 7     | 2    | Crystal Emmanuel    | Kanada         | 22,60    |
| 8     | 3    | Tynia Gaither       | Bahamas        | 23,07    |

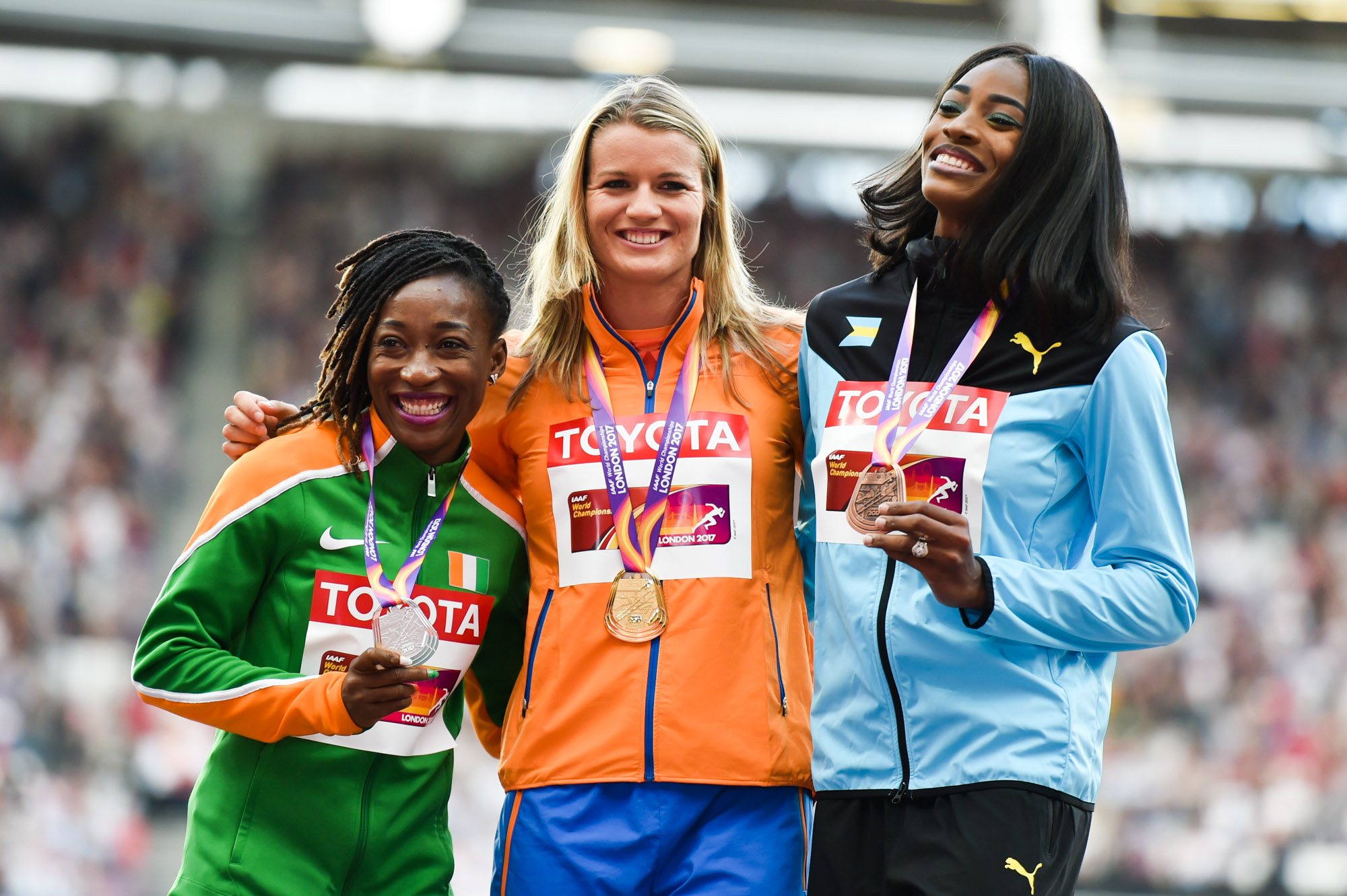
Die drei Medaillengewinnerinnen (v. l. n. r.): Marie-Josée Ta Lou, Dafne Schippers, Shaunae Miller-Uibo
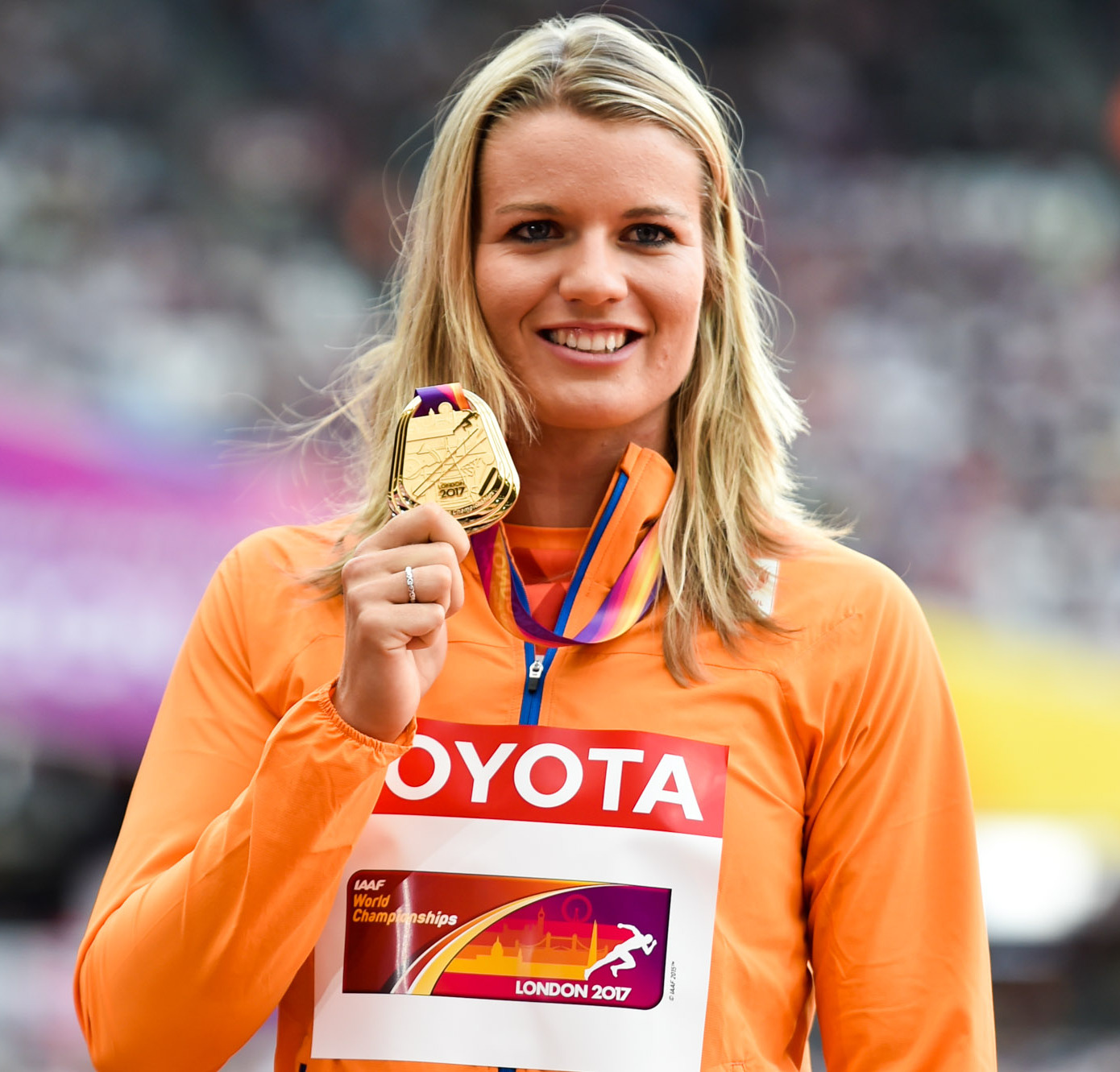
Weltmeisterin Dafne Schippers, Niederlande
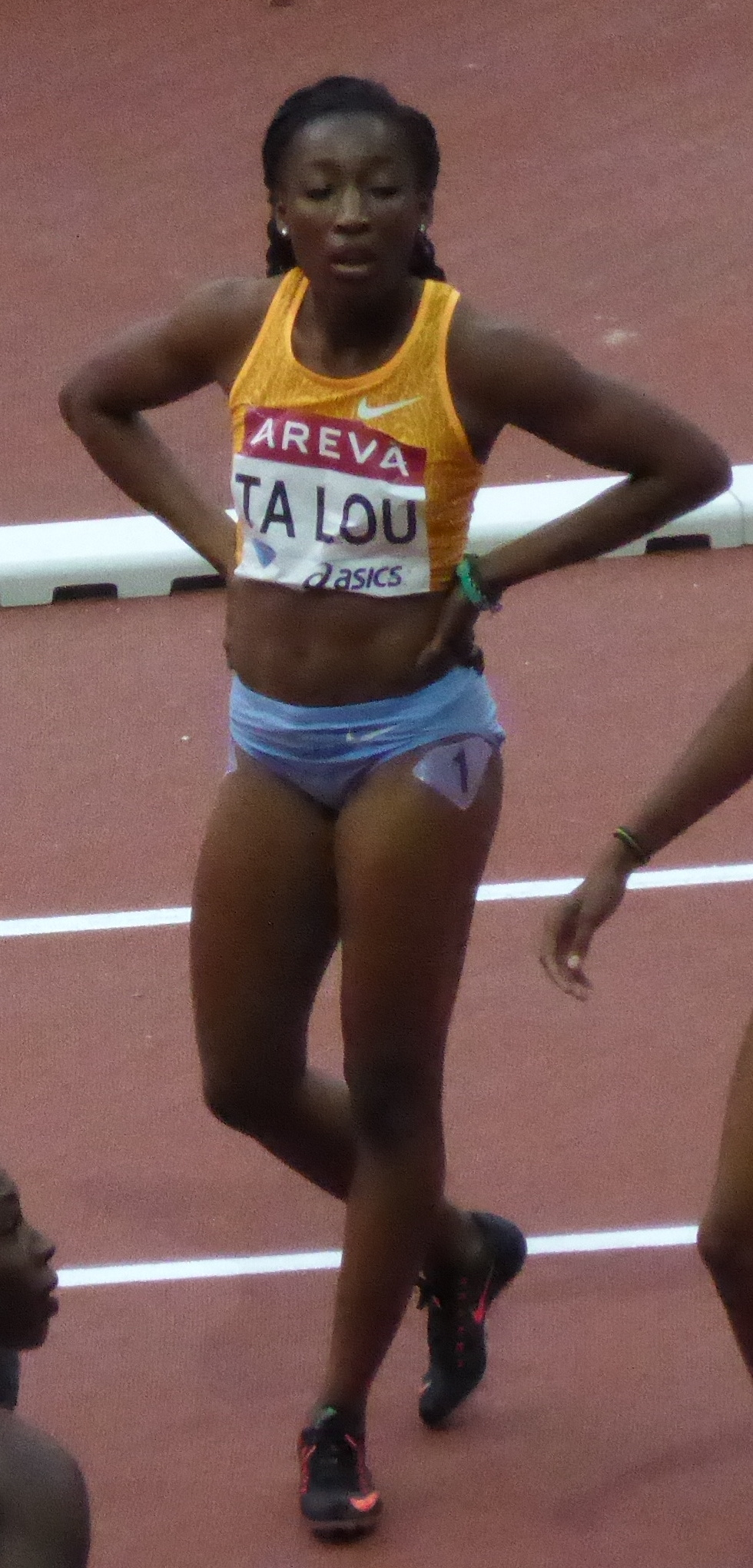
Vizeweltmeisterin Marie Josée Ta Lou, Elfenbeinküste
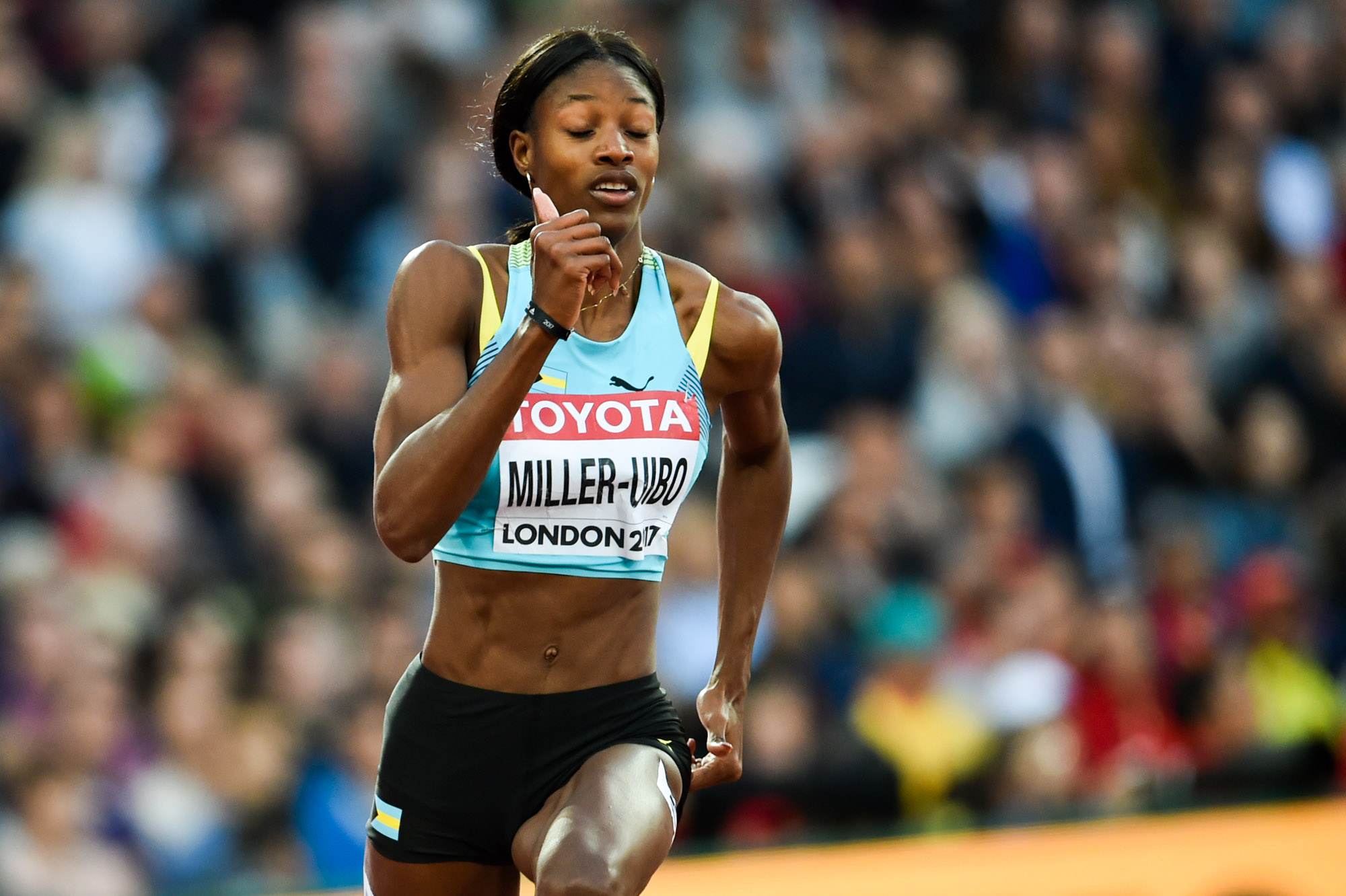
Bronzemedaillengewinnerin Shaunae Miller-Uibo, Bahamas
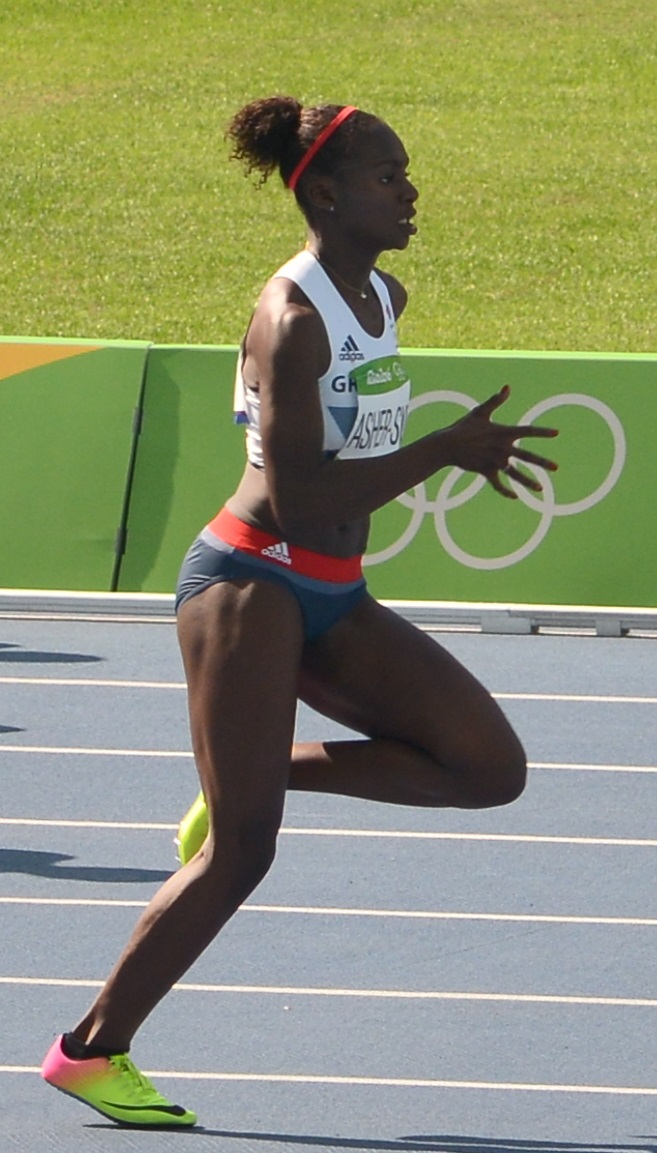
Die Britin Dina Asher-Smith wurde Vierte
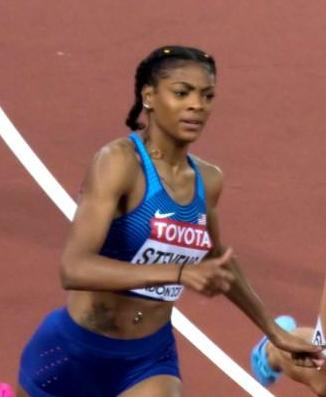
Die US-Amerikanerin Deajah Simpson kam auf den fünften Platz
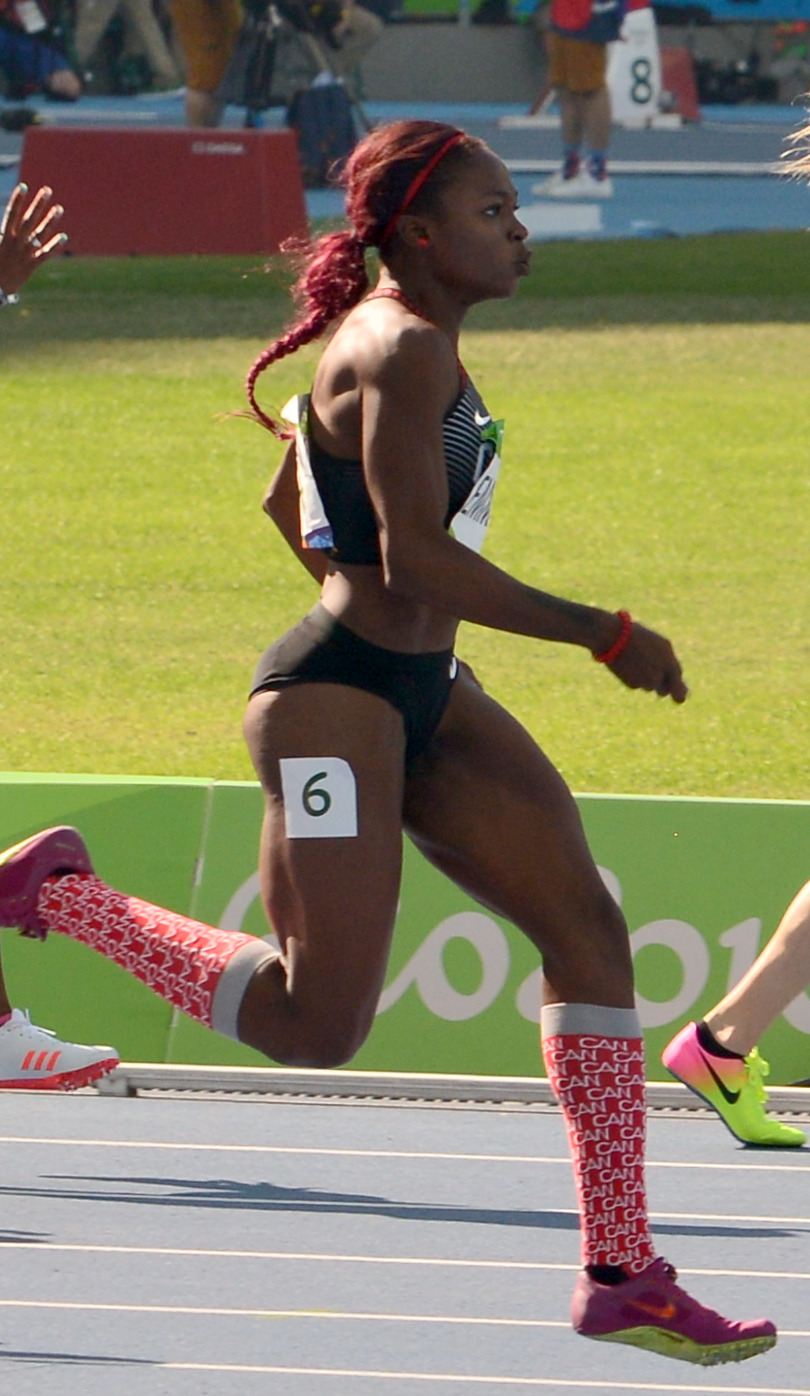
Die Kanadierin Crystal Emmanuel belegte Rang sieben

## Video
- WCH London 2017 Highlights - 200m - Women - Final - Dafne Shippers wins, youtube.com, abgerufen am 3. März 2021